# Маденієт (Байдібека район)
Маде́нієт (каз. Мәдениет) — село у складі району Байдібека Туркестанської області Казахстану. Входить до складу Минбулацького сільського округу.
У радянські часи село називалось Минбулак.
Населення — 444 особи (2021; 532 у 2009, 427 у 1999, 353 у 1989).